# Raionul Mejova, Dnipropetrovsk
Mejova (în ucraineană Межівський район, transliterat: Mejivskîi raion) este un raion în regiunea Dnipropetrovsk, Ucraina. Reședința sa este așezarea de tip urban Mejova.

## Demografie
Componența lingvistică a raionului Mejova
     Ucraineană (94,71%)
     Rusă (3,93%)
     Alte limbi (0,19%)
Conform recensământului din 2001, majoritatea populației raionului Mejova era vorbitoare de ucraineană (94,71%), existând în minoritate și vorbitori de rusă (3,93%).